# Lepidonotus panamensis
Lepidonotus panamensis är en ringmaskart som beskrevs av Hartman 1939. Lepidonotus panamensis ingår i släktet Lepidonotus och familjen Polynoidae. Inga underarter finns listade i Catalogue of Life.